# Paulius Jankūnas
Paulius Jankūnas, né le 29 avril 1984 à Kaunas, est un joueur lituanien de basket-ball, évoluant au poste d'ailier fort.

## Carrière
En 2014, Jankūnas joue sa 10e saison en Euroligue avec le Žalgiris et attrape son 1000e rebond. Il est aussi le meilleur marqueur du Zalgiris Kaunas en Coupe d'Europe devant des joueurs comme Rimas Kurtinaitis et Arvydas Sabonis, deux légendes du basket-ball lituanien.
En décembre 2020, Jankūnas devient le joueur ayant participé au plus grand nombre de matches en Euroligue. Avec 354 rencontres, il dépasse Felipe Reyes. Il est aussi le meilleur rebondeur de la compétition.
En juin 2022, Jankūnas annonce sa retraite sportive. Il termine sa carrière en première place au nombre de matchs joués en Euroligue (392) et au nombre de rebonds (2 010).

## Palmarès

### Club
- 15 fois Champion de Lituanie : 2004, 2005, 2007, 2008, 2011, 2012, 2013, 2014, 2015, 2016, 2017, 2018, 2019, 2020 et 2021
- 10 fois Vainqueur de la Coupe de Lituanie : 2007, 2008, 2011, 2012, 2015, 2017 et 2018, 2020, 2021, 2022
- 4 fois Vainqueur de la Ligue baltique : 2005, 2008, 2010, 2011, 2012

### Sélection nationale
- Championnat d'Europe
  -  Médaille de bronze du Championnat d'Europe 2007 en Espagne
  - 5e au Championnat d'Europe 2005 en Serbie-Monténégro
- Compétitions de jeunes
  - Médaille d'argent du Championnat du monde junior de basket-ball masculin 2003
  - Médaille d'or du Championnat du monde de basket-ball masculin des moins de 21 ans 2005
  - Médaille de bronze du Championnat d'Europe de basket-ball masculin des 20 ans et moins 2004
  - Participation au Championnat d'Europe de basket-ball masculin des 18 ans et moins 2002